# 예루살렘 정교회 총대주교
예루살렘 정교회 총대주교는 예루살렘 정교회의 으뜸 주교이며, 동방 정교회의 아홉 총대주교 가운데 네 번째 위치를 차지하고 있다. 2005년 이래, 예루살렘 총대주교는 테오필로스 3세이다. 예루살렘 총대주교의 공식 직함은 ‘거룩한 도시 예루살렘과 팔레스타인, 시리아, 요르단강 너머 갈릴래아의 카나와 거룩한 시온의 총대주교’이다. 성지의 100,000명의 정교회 신자와 팔레스타인 정교회 대다수가 그의 사목적 지도를 받고 있다.
기록에 남아 있는 초대 예루살렘 주교는 의인 야고보이다. 현재 예루살렘 총대주교청은 이스라엘 예루살렘 주님 무덤 성당에 위치해 있다.

## 총대주교 목록

### 예루살렘 거주 (451년 – 1099년)
451년 칼케돈 공의회에서 예루살렘 주교를 예루살렘 총대주교로 승격시켰다.
- 이우베나리오스 (451–458)
- 아나스타시우스 1세 (458–478)
- 마르티리우스 (478–486)
- 살루스티오스 (486–494)
- 엘리아스 1세 (494–516)
- 요한네스 3세 (516–524)
- 페트로스 (524–552)
- 마카리오스 (552, 564–575)
- 유스토키오스 (552–564)
- 요한네스 4세 (575–594)
- 아모스 (594–601)
- 이사키우스 (601–609)
- 자카리아스 (609–632)
- 모데스토스 (632–634)
- 소프로니오스 (634–638)
  - 공석 (638–681?/692)
- 아나스타시우스 2세 (681?/692–706)
- 요한네스 5세 (706–735)
- 테오도로스 1세 (745–770)
- 엘리아스 2세 (770–797)
- 게오르기오스 (797–807)
- 토마스 1세 (807–820)
- 바실레이오스 (820–838)
- 요한네스 6세 (838–842)
- 세르기오스 1세 (842–844)
  - 공석 (844–855)
- 솔로몬 (855–860)
  - 공석 (860–862)
- 테오도시오스 (862–878)
- 엘리아스 3세 (878–907)
- 세르기오스 2세 (908–911)
- 레온티오스 1세 (912–929)
- 아타나시오스 1세 (929–937)
- 크리스토둘로스 1세 (937–950)
- 아가톤 (950–964)
- 요한네스 7세 (964–966)
- 예루살렘의 크리스토둘로스 2세 (966–969)
- 토마스 2세 (969–978)
  - 공석 (978–980)
- 요세프 2세 (980–983)
- 오레스테스 (983–1005)
  - 공석 (1005–1012)
- 니케포로스 (1012–1020)
- 니케포로스 (1020–???)
- 요하니키오스 (???–???)
- 소프로니오스 2세 (???–1084)
- 에우티미오스 (1084)
- 시메온 2세 (1084–1106)

### 망명 기간 (1099년 – 1187년)
1099년 1차 십자군 원정의 결과로 예루살렘 라틴 총대주교청이 만들어진 1099년부터 1187년까지 예루살렘에 거주했다. 한편 동방 정교회의 예루살렘 총대주교는 계속 임명되었지만 콘스탄티노폴리스에서 거주하였다.
- 사바스 (1106–11??)
- 요한네스 8세 (11??–11??)
- 니콜라오스 (11??–11??)
- 요한네스 9세 (1156–1166)
- 니케포로스 2세 (1166–1170)
- 레온티오스 2세 (1170–1190)

### 예루살렘 거주 (1187년 부터)
1187년 라틴 총대주교는 강제로 예루살렘에서 쫓겨났다. 예루살렘 라틴 총대주교의 직책은 그대로 남아 있었고 로마가톨릭 교회에서 임명을 계속했으며, 라틴 총대주교는 1374년까지 프랑크족이 지배하는 레반트에 거주하였고, 이후 현대까지 로마에 있다. 동방 정교회 예루살렘 총대주교가 다시 예루살렘으로 돌아왔다.
- 도시테오스 1세 (1187–1189)
- 마르코스 (1191–???)
  - 공석 (???–1223)
- 에우디미오스 2세 (1223)
- 아타나시오스 2세 (1231–1244)
- 소프로니오스 3세 (1236–???)
- 그레고리오스 1세 (???–1298)
- 다다이오스 (1298)
  - 공석 (1298–1313)
- 아타나시오스 3세 (1313–1314)
  - 공석 (1314–1322)
- 그레고리오스 2세 (1322)
  - 공석 (1322–1334)
- 라자로스 (1334–1368)
  - 공석 (1368–1376)
- 도로테오스 1세 (1376–1417)
- 테오필로스 2세 (1417–1424)
- 테오파네스 1세 (1424–1431)
- 요아킴 (1431–???)
  - 공석 (???–1450)
- 테오파네스 2세 (1450)
  - 공석 (1450–1452)
- 아타나시우스 3세 (1452–???)
  - 공석 (???–1460)
- 이아코보스 (1460)
  - 공석 (1460–1468)
- 아브라함 (1468)
- 그레고리오스 (1468–1493)
  - 공석 (1493–1503)
- 마르코스 3세 (1503)
  - 공석 (1503–1505)
- 도로테오스 2세 (1505–1537)
- 게르마노스 (1537–1579)
- 소프로니오스 4세 (1579–1608)
- 테오파네스 3세 (1608–1644)
- 파이시오스 (1645–1660)
- 넥타리오스 (1660–1669)
- 도시테오스 2세 (1669–1707)
- 크리산토스 (1707–1731)
- 멜레티오스 (1731–1737)
- 파르테니오스 (1737–1766)
- 에브라임 (1766–1771)
- 소프로니오스 5세 (1771–1775)
- 아브라미오스 (1775–1787)
- 프로코피오스 (1787–1788)
- 안티모스 (1788–1808)
- 폴리카르포스 (1808–1827)
- 아타나시오스 5세 (1827–1845)
- 키릴로스 2세 (1845–1872)
- 프로코피오스 2세 (1872–1875)
- 히에로테오스 (1875–1882)
- 니코데모노스 1세 (1883–1890)
- 게라시모노스 1세 (1891–1897)
- 다미아노스 1세 (1897–1931)
- 티모테오스 1세 (1935–1955)
  - 공석 (1955–1957)
- 베네딕토스 1세 (1957–1980)
- 디오도로스 1세 (1980–2000)
- 에이레나이오스 (2000–2005)
- 테오필로스 3세 (2005–현재)

## 같이 보기
- 동방 정교회